# パラウ・ブラウグラナ
パラウ・ブラウグラナ（Palau Blaugrana）は、スペイン・バルセロナにある屋内競技場。

## 歴史
FCバルセロナが建設を計画して1971年に完成。当時の収容人数は5,696名であった。主にFCバルセロナ・ハンドボール、FCバルセロナ・バスケットボール、FCバルセロナ・ローラーホッケー、FCバルセロナ・フットサルのホームアリーナとして使用されている。アリーナの近くにはカンプ・ノウがある。1992年の五輪ではテコンドー競技と柔道競技の会場となった。
しかし建物の老朽化でバルサはエスパイバルサプロジェクトの一環として最大15000名収容のアリーナ建て替えを計画しており、完成は2026年頃を見込んでいる。